# 里卡杜·达林
里卡杜·阿尔贝托·达林（Ricardo Alberto Darín，1957年1月16日出生）是一位阿根廷演员，被认为是阿根廷电影中最好和最多产的演员之一。 
他被认为是他的国家最伟大和最受赞誉的电影明星之一，几年来他在电视剧中扮演了许多角色，并以年轻的男主角的身份广受欢迎。作为电影演员，他飾演最杰出的角色包括《Nine Queens》(2000)、《新孃的兒子》（2001）、《Luna de Avellaneda》 (2004)、《暈眩的瞬間》（2005）和《La señal》(2007)。《La señal》亦是他的导演处女作。
他主演了奥斯卡最佳國際影片《谜一样的眼睛》（2009）。2011年，Konex 基金会授予他鑽石奖（為阿根廷最负盛名的奖项之一），以表彰他為该国过去十年娱乐界最重要的人物。2015年，他凭借电影《Truman》获得哥雅獎最佳男主角。